# Pierre Girard
Pierre Girard (Saint-Symphorien-sur-Coise, 1340/1350 – Avignone, 9 novembre 1415) è stato uno pseudocardinale francese, creato dall'antipapa Clemente VII.

## Biografia
Nacque a Saint-Symphorien-sur-Coise tra il 1340 ed il 1350.
L'antipapa Clemente VII lo elevò al rango di (pseudo) cardinale nel concistoro del 17 ottobre 1390.
Morì il 9 novembre 1415 ad Avignone.